# Principessa di Condé

## Principessa di Condé
| Immagine | Nome                                 | Padre                                                           | Nascita          | Matrimonio       | Divenne Principessa                | Cessò di essere Principessa       | Morte            | Consorte              |
| -------- | ------------------------------------ | --------------------------------------------------------------- | ---------------- | ---------------- | ---------------------------------- | --------------------------------- | ---------------- | --------------------- |
|          | Eleonora di Roucy                    | Carlo, Conte di Roucy (Roye)                                    | 24 febbraio 1535 | 22 giugno 1551   | 22 giugno 1551                     | 23 luglio 1564                    | 23 luglio 1564   | Luigi di Borbone      |
|          | Francesca d'Orléans-Longueville      | Francesco, Principe di Chalet-Aillon (Valois)                   | 5 aprile 1549    | 8 novembre 1565  | 8 novembre 1565                    | 13 marzo 1569 morte del marito    | 11 June 1601     | Luigi di Borbone      |
|          | Maria di Clèves                      | Francesco I, Duca di Nevers (La Marck)                          | 1553             | 10 agosto 1572   | 10 agosto 1572                     | 14 novembre 1574                  | 14 novembre 1574 | Enrico                |
|          | Carlotta Caterina de La Trémoille    | Luigi, Duca di Thouars (La Trémoille)                           | 1568             | 16 marzo 1586    | 16 marzo 1586                      | 5 marzo 1588 morte del marito     | 28 agosto 1629   | Enrico                |
|          | Carlotta Margherita di Montmorency   | Enrico, Duca di Montmorency (Montmorency)                       | 11 maggio 1594   | 17 maggio 1609   | 17 maggio 1609                     | 26 dicembre 1646 morte del marito | 2 dicembre 1650  | Enrico                |
|          | Chiara Clemenza di Maillé            | Urbano, Marchese di Brézé (Maillé)                              | 25 febbraio 1628 | febbraio 1641    | 26 dicembre 1646 ascesa del marito | 11 novembre 1686 morte del marito | 16 aprile 1694   | Luigi, Le Grand Condé |
|          | Anna Enrichetta del Palatinato       | Edoardo, Conte Palatino di Simmern (Wittelsbach-Palatinato)     | 13 marzo 1648    | 11 dicembre 1663 | 11 novembre 1686 ascesa del marito | 1º aprile 1709 morte del marito   | 23 febbraio 1723 | Enrico Giulio         |
|          | Luisa Francesca di Borbone-Francia   | Luigi XIV di Francia (illegitima) (Borbone)                     | 1º giugno 1673   | 25 maggio 1685   | 1º aprile 1709 ascesa del marito   | 4 marzo 1710 morte del marito     | 16 giugno 1743   | Luigi                 |
|          | Maria Anna di Borbone-Conti          | Francesco Luigi, Principe di Conti (Borbone)                    | 18 aprile 1689   | 9 agosto 1713    | 9 agosto 1713                      | 21 marzo 1720                     | 21 marzo 1720    | Luigi Enrico          |
|          | Carolina d'Assia-Rheinfels-Rotenburg | Ernesto Leopoldo, Langravio d'Assia-Rotenburg (Assia-Rotenburg) | 18 agosto 1714   | 24 luglio 1728   | 24 luglio 1728                     | 27 gennaio 1740 morte del marito  | 14 giugno 1741   | Luigi Enrico          |
|          | Carlotta di Rohan-Soubise            | Carlo, Principe di Soubise (Rohan)                              | 7 ottobre 1737   | 3 maggio 1753    | 3 maggio 1753                      | 4 marzo 1760                      | 4 marzo 1760     | Luigi Giuseppe        |
|          | Maria Caterina Brignole-Sale         | Giuseppe Brignole, Marchese di Groppoli (Brignole)              | 7 ottobre 1737   | 24 ottobre 1798  | 24 ottobre 1798                    | 18 marzo 1813                     | 18 marzo 1813    | Luigi Giuseppe        |
|          | Batilde di Borbone-Orléans           | Luigi Filippo, Duca d'Orléans (Orléans)                         | 9 luglio 1750    | 24 aprile 1770   | 13 maggio 1818 ascesa del marito   | 10 gennaio 1822                   | 10 gennaio 1822  | Luigi Enrico Giuseppe |